# Arytinnis hakani
Arytinnis hakani är en insektsart som först beskrevs av Loginova 1972.  Arytinnis hakani ingår i släktet Arytinnis och familjen rundbladloppor. Inga underarter finns listade i Catalogue of Life.